# Хэд, Энтони Генри, 1-й виконт Хэд
Энтони Генри Хэд, 1-й виконт Хэд (англ. Antony Henry Head, 1st Viscount Head; 19 декабря 1906 — 29 марта 1983) — британский военный, консервативный политик и дипломат.

## Происхождение и образование
Родился в Лондоне 19 декабря 1906 года. Единственный сын Джеффри Хэда (1872—1955) и Этель Дейзи (1876—1965), дочери Артура Флауэра. Он получил образование в школе Ладгроув, Итонском колледже и в Королевском военном колледже в Сандхерсте.

## Военная карьера
Будучи кадровым военным, Энтони Хэд был произведен во вторые лейтенанты в 15-й/19-й Королевский гусарский полк в августе 1926 года. Позже поступил в лейб-гвардию, прослужил всю Вторую мировую войну и достиг чина бригадира. 20 декабря 1940 года он был награжден Военным крестом. Член британской делегации на Потсдамской конференции.

## Политическая карьера
Энтони Хэд заседал в Палате общин Великобритании от Каршолтона в 1945—1960 годах. Он занимал посты военного министра (1951—1956) и министра обороны (1956—1957), в администрациях Уинстона Черчилля и Энтони Идена. В 1951 году он стал членом Тайного совета Великобритании, а в 1960 году он был возведен в звание пэра как виконт Хэд из Троупа в графстве Уилтшир. Позднее он был верховным комиссаром в Нигерии (1960—1963) в Малайзии (1963—1966). Он был посвящен в рыцари и стал командором Ордена Святых Михаила и Георгия в 1961 году и повышен до кавалера Большого Креста в 1963 году.

## Семья
23 июля 1935 года лорд Хед женился на леди Доротее Луизе Эшли-Купер (29 апреля 1907—1987), дочери Энтони Эшли-Купера, 9-го графа Шефтсбери, и леди Констанции Сибилл Гровенор . У супругов было четверо детей:
- Ричард Энтони Хэд, 2-й виконт Хэд (род. 27 февраля 1937), старший сын и преемник отца.
- Достопочтенная Тереза Мэри Хэд (род. 20 июня 1938)
- Достопочтенный Саймон Эндрю Хэд (род. 11 ноября 1944)
- Достопочтенная Жозефина Хэд (24 мая 1948 — 9 октября 1949)

Лорд Хэд жил в поместье Троуп в Бишопстоне, Солсбери, и умер там 29 марта 1983 года в возрасте 76 лет. Его преемником на посту виконта стал его старший сын Ричард.